# دودول كاندانجان
دودول كاندانجان هي حلوى خاصة بأناس مدينة كاندانجان بمقاطعة كليمنتان الجنوبية ويتوارثونها جيلا بعد جيل. وتتكون هذه الحلوى من مكونين رئيسيين هما: الأرز الدبق وسكر النخيل. وبشكل عام تغلف هذه الحلوى بطريقة بسيطة وأما عن مذاقها فهو حلو جدا.

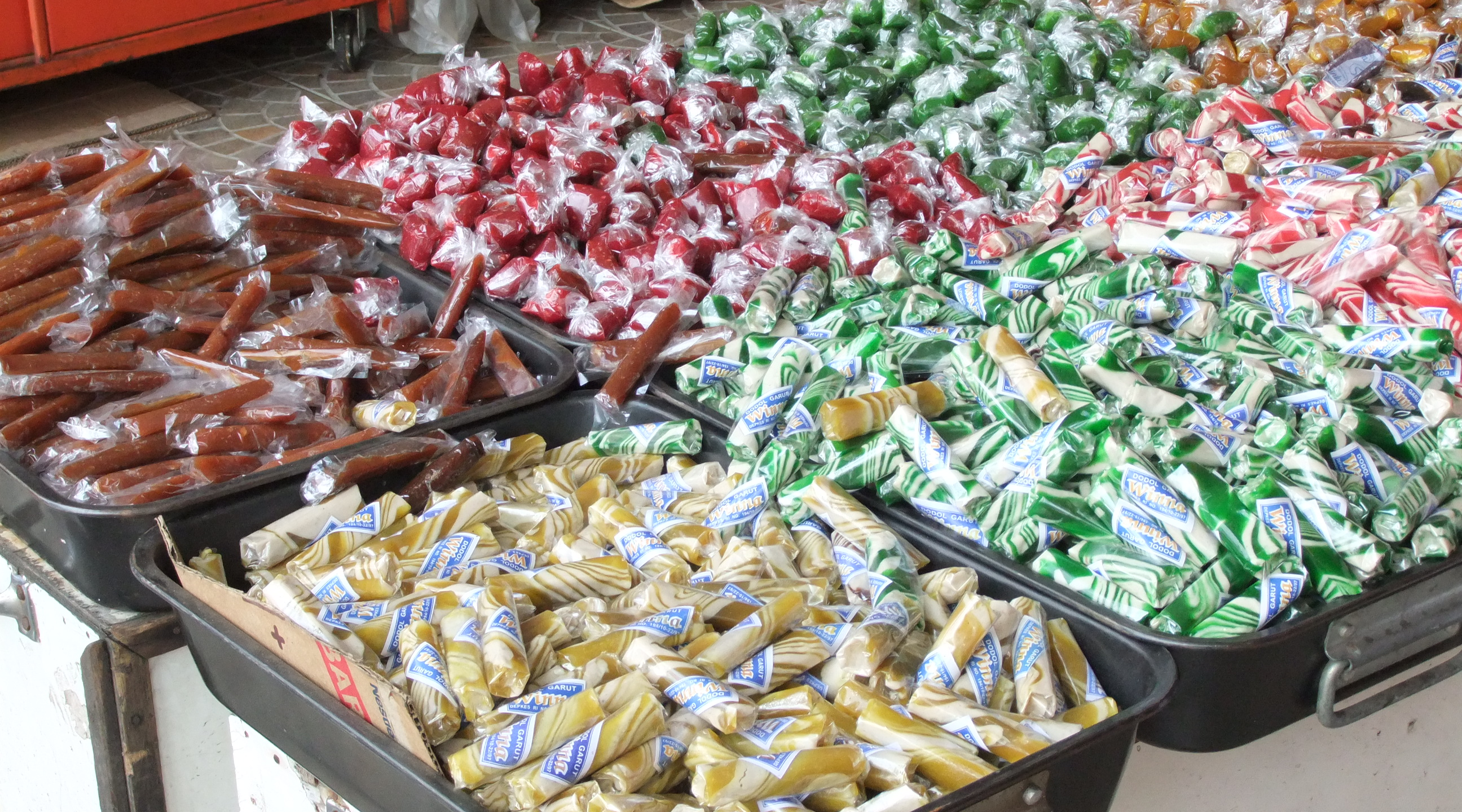